# Victor Puiseux
Victor Alexandre Puiseux (Argenteuil, 16 aprile 1820 – Frontenay, 9 settembre 1883) è stato un matematico e astronomo francese.
Le serie di Puiseux prendono il nome da lui, come in parte il teorema di Bertrand-Diquet-Puiseux. Il suo lavoro sulle funzioni algebriche e sull'uniformizzazione lo rende un diretto precursore di Bernhard Riemann, per quanto riguarda il lavoro di quest'ultimo su questo argomento e la sua introduzione delle superfici di Riemann. Fu anche un abile alpinista dilettante e infatti da lui prende il nome una vetta delle Alpi francesi, da lui scalata nel 1848.
Una specie di geco israeliano, Ptyodactylus puiseuxi, prende il nome in suo onore. 

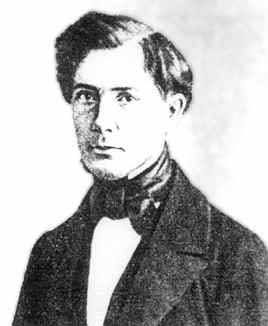
Victor Puiseux.

## Biografia
Nacque nel 1820 ad Argenteuil, Val-d'Oise. Occupò la cattedra di meccanica celeste alla Sorbona. Eccelleva nell'analisi matematica e introdusse nuovi metodi nella sua spiegazione delle funzioni algebriche e importanti furono i suoi contributi alla meccanica celeste.
Nel 1871 fu eletto all'unanimità all'Accademia di Francia.
Uno dei suoi figli, Pierre Henri Puiseux, divenne un famoso astronomo.
Morì nel 1883 a Frontenay, in Francia.